# Estado de Kordofán del Sur
Kordofán del Sur (Janub Kurdufan) es uno de los 18 estados de Sudán. En 2000, antes de la añadidura de la parte correspondiente del disuelto Kordofán del Oeste, tenía un área de 79.470 km² y una población estimada de 1.100.000 personas (2000). Kaduqli es la capital del estado.
Durante el año 2011 se realizó una consulta a la población mediante la cual se decidió su permanencia como entidad territorial de Sudán.

## Historia
Véase Kordofán.
- Datos: Q465490
- Multimedia: South Kurdufan state / Q465490